# Bad Dürrenberg
Bad Dürrenberg è una città tedesca situata nel land della Sassonia-Anhalt.

## Patti d'amicizia
- Vigarano Mainarda